# Крутіхін Михайло Іванович
Михайло Іванович Крутіхін (нар. 21 грудня 1946, Москва, СРСР) — російський економічний аналітик, фахівець з нафтогазового ринку, перекладач, журналіст, історик і сходознавець (іраніст, арабіст).
Екс-головний редактор американського журналу «Russian Petroleum Investor». З 2002 року — партнер інформаційно-консалтингового агентства «RusEnergy».

## Біографія
Народився у сім'ї інженерів-хіміків. У 1965 році вступив до Інституту східних мов при МДУ імені М. В. Ломоносова за спеціальністю «перська мова та література», в 1970 році закінчив його .
У 1970—1972 роках — військовий перекладач в Ірані. Протягом 20 років працював у ТАРС — у відділі Близького Сходу та у корпунктах (Каїр, Дамаск, Тегеран, Бейрут), завідував відділеннями у Лівані та Єгипті.
Закінчив аспірантуру Академії суспільних наук при ЦК КПРС, в 1985 захистив дисертацію на здобуття наукового ступеня кандидата історичних наук на тему «Ліві сили Ірану та проблема їх єдності (1978—1983 рр.)».
З 1993 року займається аналітикою нафтогазових інвестицій у колишніх радянських республіках. Заступник генерального директора PR-агентства «Alter Ego» (з 1992), редактор, потім головний редактор американського журналу Russian Petroleum Investor (з 1993) . Займався генеалогічними дослідженнями, вів сайти «Researching Russian Roots» та «Пошук зниклих предків» .  З 2002 року — партнер інформаційно-консалтингового агентства «RusEnergy».
У 2023 році в Російській Федерації визнаний "іноагентом". Виступає проти так званої СВО, підтримує Україну в її праві на захист від збройної агресії Росії.
Володіє фарсі, англійською, французькою та арабською мовами.